# Karl Johan Holter

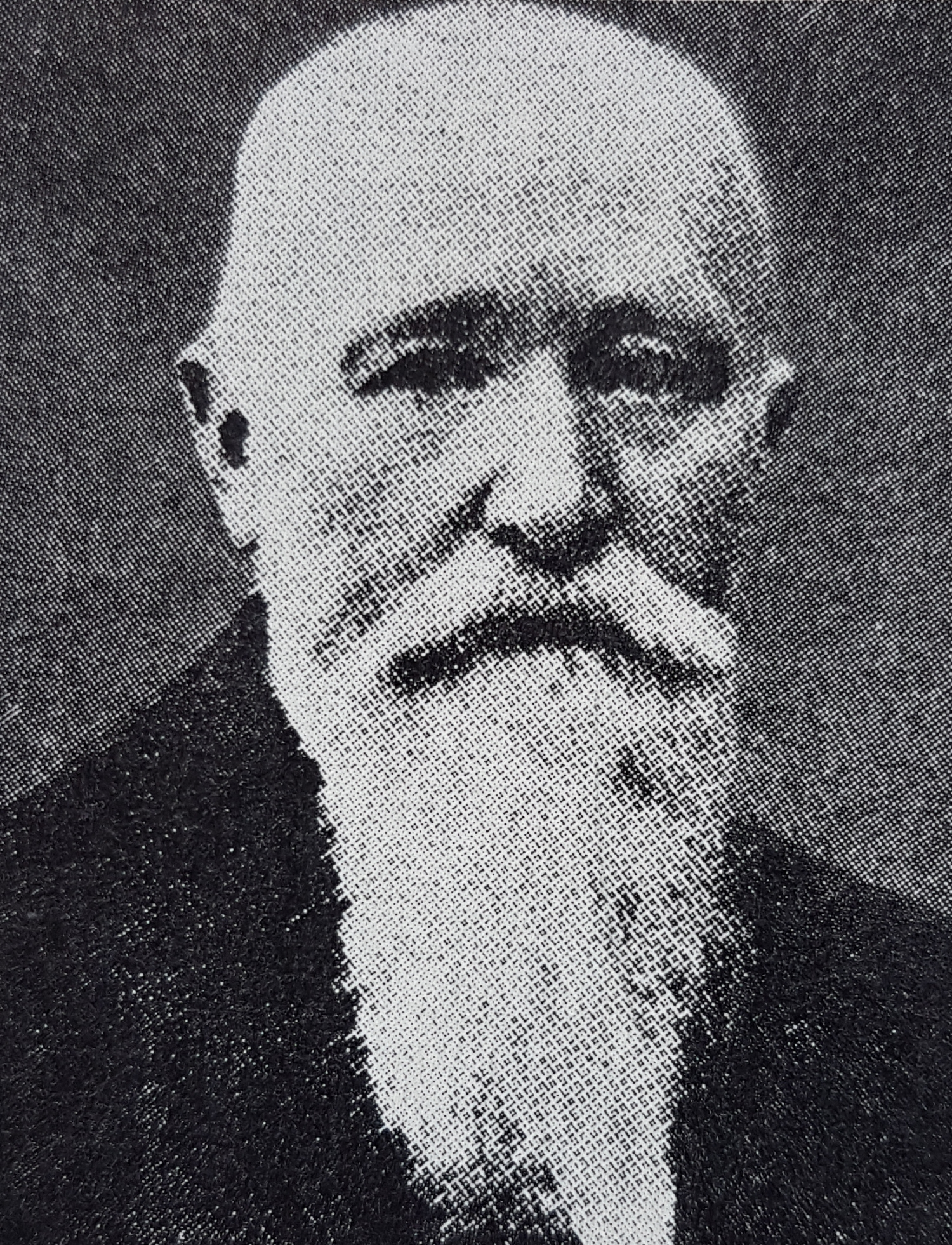
Karl Johan Holter

Karl Johan Holter (auch Carl Johan Holter; * 6. Juni 1870 in Son; † 28. März 1960 in Hølen) war ein norwegischer Maler, Postmeister, Apotheker und Bibliothekar. Autodidakt ohne akademische Ausbildung, gehörte er zu einer Generation norwegischer Maler ab den 1890er Jahren, die den Naturalismus ablehnten und einen neoromantisch-symbolistischen Stil bevorzugten. Karl Johan Holter wurde von Edvard Munch, Erik Werenskiold und Giovanni Segantini beeinflusst. Er konnte von seiner Kunst allein nicht leben und übte in Hølen, wo er seit 1901 im Holterhuset wohnte und arbeitete, eine Reihe von Berufen gleichzeitig aus. Er „war eine reich ausgestattete, überschwängliche und originelle Persönlichkeit.“

## Leben
Karl Johan Holter war der älteste Sohn des Kaufmanns Johan Holter (1839–1918) und der Lina (laut : Maren Helene), geborene Langlie (1845–1914). Vater Johan stammte aus Stange und war in Son Hauseigentümer und Handelsborger (Handelsbürger). Er führte im Hafenviertel Son Kro ein Lebensmittelgeschäft, in dem er auch Bier und selbstgebrannte Spirituosen verkaufte. Mutter Lina stammte aus dem nahegelegenen Hølen, wo ihr Vater Torstein Martin Langlie seit 1842 bis zu seinam Tod 1878 die Schule leitete. 1875 wohnte die Familie auf Gårdens Nr. 22 und Karl Johan hatte bereits vier Geschwister: Alma (* 1866), Sigrid (* 1868), Henrik (* 1872) und Valborg (* 1874).
Karl Johan besuchte zunächst eine private Grundschule in Son und dann die Sekundarschule (middelskule) in Moss. Nach dem Wunsch seines Vaters sollte er auch Kaufmann werden. „Aber das war die Zeit, in der die Segel verschwanden und der Dampf Einzug hielt. Viele Menschen wurden arbeitslos und mussten auf Kredit in dem Laden einkaufen. Infolgedessen ging der Laden in Konkurs.“ Auf der Suche nach Beschäftigung zog der Vater nach Stor-Elvdal in Østerdalen um und ließ seine Familie in Son zurück. 1885 wohnte Lina Holter auf Gårdens Nr. 51 allein mit der Kinderschar, die sich in der Zwischenzeit vermehrt hatte um Dagny (* 1876), Solveig (* 1879), Thora (* 1882), Astrid (* 1882) und Helge Johan (* 1885). Karl Johan musste mit der Mutter hinter dem Ladentisch stehen. „Aber dort wollte er nicht bleiben, er wollte Künstler werden.“
Nachdem der Vater den Laden aufgegeben hatte und mit der Familie nach Kristiania (Oslo) umgezogen war (1891 wohnte sie Huitfelds Gade Nr. 22), konnte Karl Johan zwei Jahre lang (1889–1891) an der Königlich Norwegischen Zeichenschule studieren. Dies war – neben einigen Monaten 1908 in der Malschule von Kristian Zahrtmann – seine einzige professionelle Ausbildung und er betrachtete sich deshalb auch als Autodidakt. Staatliche Stipendien, die ihm eine Weiterentwicklung im Ausland ermöglicht hätten, erhielt er nie, obwohl er sich um diese beworben hatte.
Bereits 1891, nur 21 Jahre alt, debütierte er auf der Høstutstillingen (Herbstausstellung) des Berufsverbandes Bildender Künstler, wo er bis 1915 fast jährlich vertreten war. In diesen 25 Jahren erwarb er sich die Anerkennung als Mitglied der jungen Malergeneration nach Munch und nahm an Ausstellungen in Stockholm (1897 und 1904), München (1901) und Düsseldorf (1904) teil. 1910 widmete ihm der Kunstverein Kristiania eine Einzelausstellung. Die Zeitschrift für bildende Kunst berichtete bereits 1898 über ihn und er wurde in der offiziellen Präsentation Norwegens an der Pariser Weltausstellung 1900 erwähnt. Er fand 1911 Eingang in das norwegische Who’s Who, 1921 in Salmonsens Konversationsleksikon und 1924 in den Thieme-Becker. „Er kletterte bis zum Olymp“ hieß es in einem ihm gewidmeten Nachruf.
Im Jahre 1900 war Karl Johan Holter aus der elterlichen Wohnung bereits ausgezogen und wohnte als Kunst Maler in einer Zweck-Wohngemeinschaft in Kristiania, Sofies Gade 65, Vorhaus, 4. Etage, zusammen mit einem Maurerlehrling, einer Verkäuferin und einer Putzfrau (vermutlich die Wohnungseigentümerin). Ein Jahr später verließ er die Hauptstadt für immer, und zog nach Hølen, wo seine Großmutter Langlie nach dem Tod ihres Mannes Hilfe im von ihr geführten Postamt benötigte. Er amtierte ab 1901 als Postmeister (postaapner) in dem später Holterhuset genannten Gebäude in Store Strandgate 9, das der Großvater Torstein Martin Langlie 1850 als Wohnhaus und Schule errichtet hatte.

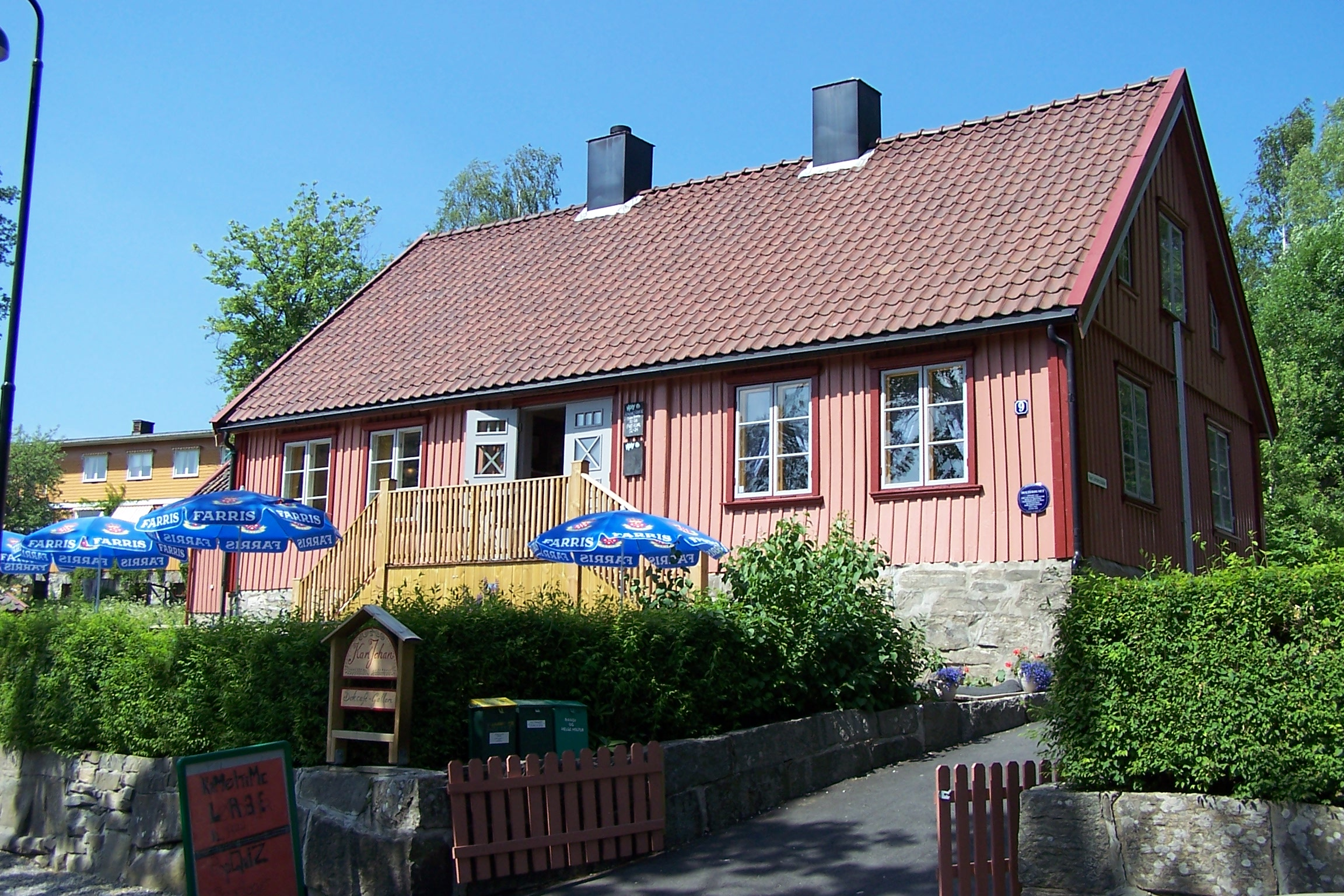
Das Holterhuset in Hølen, Wirkungsort Karl Johan Holters seit 1901 und heute als Hølen Kafé Kaffeehaus und Begegnungsstätte

Im selben Gebäude war Karl Johan Holter auch als Apotheker und Bibliothekar tätig, „so dass in jenen Jahren wenig Zeit für die Kunst blieb.“ Die öffentliche Bibliothek, ursprünglich nur ein Bücherschrank in Langlies Schulstube, war 1908 bis 1927 im Holterhuset untergebracht und wurde in diesem Zeitraum von Karl Johan verwaltet. Von 1912 bis 1975 befand sich im Holterhuset auch die Telefonzentrale des Ortes.
Am 28. November 1909 heiratete Karl Johan Holter eine junge Frau aus dem Ort, Louise Amalie Jakobson (* 10. April 1891), Tochter von Kristian Jakobsen. Sie hatten zusammen sieben Kinder, u. a. Elise Amalie (* 1909), Haakon Olav (* 1912), Odd Toralv (* 1915), Øivind Trygve (* 1917) und Helge (1922–2007). „Meine Mutter wurde schließlich eine große Hilfe“, berichtete Sohn Helge später. In der Tat ließ sie bei der Volkszählung 1920 als ihren Beruf Telefonbestyrerinne for Rikstelefonen (Telefonistin) eintragen, was für eine Ehefrau und Mutter seinerzeit ungewöhnlich war. (1910 war sie nur die kone (Frau) vom postaapner gewesen.) Es blieb nun wieder mehr Zeit fürs Malen, vor allem für Ölbilder. Karl Johan arbeitete plain air vor seinen Motiven, die er in seiner nächsten Umgebung, in Gjøva und Bile und am Fluss Hølenselva vorfand.
Karl Johan Holter übte aber noch weitere Tätigkeiten aus, bezahlte und ehrenamtliche kommunale Ämter. Er war viele Jahre lang Mitglied des Gemeinderats (bystryret), war Vorsitzender des Schulrates (skolestyret) und der Baukommission (byggekomite) und verantwortete in den 1930er Jahren den Bau der neuen Schule von Hølen. Als Gemeindekassier (kommunekasserer) war er für die Erhebung der Gemeindesteuern zuständig (die übrigens in Hølen zu einem sehr niedrigen Satz berechnet wurden). Er verwaltete als Armenpfleger (fattigforstander) die örtliche Sozialversicherungskasse und die betriebliche Kasse des Hølen Elektricitetsværk.
„Und das alles tat er mit großer Gewissenhaftigkeit. Er verstand es, den Alltag und seinen Lebenstraum unter einen Hut zu bringen. Er malte in jeder freien Minute. Hølen und seine Umgebung sind zu allen Jahreszeiten verewigt. Er war auch ein ausgezeichneter Geschichtenerzähler und hatte ein hervorragendes Gedächtnis. Ein Gespräch mit Karl Johan Holter gehörte zu den angenehmsten Erlebnissen und sorgte für bleibende Erinnerungen.“ (Nachruf vom 30. März 1960)

## Werk
Karl Johan Holter gehört zu einer Generation norwegischer Maler ab den 1890er Jahren, unterschiedlich talentiert, „but meeting in a reaction against the forms that naturalism has gradually assumed. In the case of most of them, contemporary art has not sufficed as their teacher, and they have felt driven to a thorough study of older art. The old Italian art and the finished Italian landscape have exerted a special attraction.“ (Jens Thiis, der hier Holter gemeinsam mit Halfdan Egedius, Harald Sohlberg, Severin Segelcke und August Jacobsen erwähnt.) Die Aussage „Holter was a student and follower of Munch“ (Oxford Art Online) ist im ersten Teil falsch und der zweite Teil beschreibt Holters Stil nur unvollkommen. Neben Munch wurde er auch von Erik Werenskiold und Giovanni Segantini beeinflusst und von der altitalienischen und byzantinischen Kunst geprägt. „Seine Ausdrucksform ist die atmosphärische, von Symbolismus geprägte Neoromantik der 1890er Jahre.“ (Helen Holager)
Anfänglich malte Holter Porträts und Frauenstudien, z. B. eine Jungfrau. Eine seiner Damen erregte in Stockholm 1897 Aufmerksamkeit bei Publikum und Kritik: „K. J. Holter gehört einer eher literarischen, ‚symbolistischen‘ Kunstrichtung an, die sich vor dem Mystizismus fürchtet, der in Holters Frauenporträts manchmal durch eine schwüle, dunkle Sinnlichkeit gekennzeichnet ist (‚Voluptas‘, im Besitz von Herrn S. Larpent).“ (Jens Thiis) „Norwegen hat sich noch ziemlich frei von symbolistischen Einflüssen in seinen Gemälden gehalten. Karl Holter bietet in seiner Darstellung einer jungen dürftigen Mädchengestalt, die er ohne zwingenden Grund ‚Voluptas‘ genannt hat, eins der wenigen Beispiele der symbolistischen Richtung.“ (H. Mendelsohn)
In späteren Jahren malte Holter hauptsächlich Landschaften, die von der idyllischen Umgebung Hølens inspiriert wurden, und Genrebilder. Sein Blomstrende frukttre (Blühender Obstbaum) von 1900 wurde von der Nationalgalerie angekauft. Er zeichnete auch Muster für die Gobelinweberei des norwegischen Kunsthandwerksvereins (Den norske Husflidsforening); der Gobelin Kastanjer i blomst (Kastanien in Blüte) wurde von König Oskar II. angekauft.
Die meisten der Gemälde Holters befinden sich heute in Privatbesitz. In den 1930er Jahren, als sein Ruf noch blühte, konnte er noch reichlich Bilder verkaufen. „Sie wurden in der Regel auf etwa 400 NOK geschätzt, was damals ein gutes Monatsgehalt war.“ (Helge Holter)

## Ausbildung
- Den kongelige norske Tegneskole (heute  Statens håndverks- og kunstindustriskole SHKS), 1889–1891
- Malschule Kunstnernes Frie Studieskoler von Kristian Zahrtmann, Frühjahr 1908

## Stipendien und Studienreisen
(Quelle: )
- Finnes-Stipendium 1897–1898
- Hielmstierne Rosencrone-Stipendium 1900

## Ankäufe
(Quelle: )
- Altarbild der Kapelle in Filtvet (Kommune Asker), Jesus und ein kleines Kind darstellend, Kopie eines Gemäldes von Carl Bloch[23]
- Porträts von Bürgermeistern der Gemeinde Hølen, Schule Hølen
- Nasjonalgalleriet, Oslo[22]
- Kunstgalerie Moss
- Gemäldesammlung der Stadt Lillehammer
- Christianssands Ständige Galerie
- Sammlungen von Helge Væringsaasen, Elverum

## Ausstellungen
(Quelle: )

### Einzelausstellungen
- Kristiania Kunstforening (Kunstverein Kristiania), 1910
- Blomqvists Kunsthandel, Oslo, 1911
- Vestby Kunstforening Elverhøy, Hølen, 1982

### Gruppenausstellungen
- Høstutstillingen (Herbstausstellung), Oslo, 1891, 1895–1901, 1905–1907, 1909–1911, 1915, 1932
- Konst- och industriutställning (Kunst- und Industrieausstellung), Stockholm, 1897
- Glaspalast, München, 1901
- Internationale Kunst-Ausstellung, Düsseldorf, 1904
- Norska konstnärers arbeten (Werke norwegischer Künstler), Kunstakademie Stockholm, 1904
- Kristiania Kunstforening (Kunstverein Kristiania), 1909
- Høstutstillingen gjennom de første 25 år (Die ersten 25 Jahre der Herbstausstellung), Kunstnernes Hus, Oslo, 1932